# Црква Вазнесења Господњег у Мишљеновцу
Црква Вазнесења Господњег у Мишљеновцу, насељеном месту на територији општине Кучево припада Епархији браничевској Српске православне цркве.